# Vilho Pekkala
Vilho Ferdinand Pekkala (3. dubna 1898, Kotka - 20. října 1974, tamtéž) byl finský zápasník, volnostylař.
Dvakrát startoval na olympijských hrách. V roce 1924 na hrách v Paříži vybojoval bronzovou medaili ve střední váze. O čtyři roky později na hrách v Amsterdamu vybojoval ve stejné kategorii sedmé místo. V roce 1928 vybojoval titul finského šampiona.